# آتوبیانکی ای۱۱۱
آوتوبیانچی ای۱۱۱ (Autobianchi A۱۱۱) خودرویی است که در سال‌های ۱۹۶۹–۱۹۷۲تولید شده‌است.
این خودرو در کلاس خودرو کامپکت قرار گرفته، طول آن در حالت طبیعی ۴٬۰۲۰ میلیمتر (۱۵۸ اینچ) و عرض آن در حالت طبیعی ۱٬۶۱۰ میلیمتر (۶۳ اینچ) و ارتفاع آن در حالت طبیعی ۱٬۴۰۰ میلیمتر (۵۵ اینچ) است.
موتور آن ۱۴۳۸ سی‌سی سیستم جعبه‌دندهٔ آن ۴ دنده به صورت دستی است.